# Bernières-d’Ailly
Bernières-d’Ailly (bɛʁnjɛʁ dajiⓘ) – miejscowość i gmina we Francji, w regionie Normandia, w departamencie Calvados.
Według danych na rok 1990 gminę zamieszkiwało 229 osób, a gęstość zaludnienia wynosiła 24 osoby/km² (wśród 1815 gmin Dolnej Normandii Bernières-d’Ailly plasuje się na 660. miejscu pod względem liczby ludności, natomiast pod względem powierzchni na miejscu 541.).